# ジョゼ・ルイス・ドス・サントス・ピント
ゼジーニョ（Zezinho）ことジョゼ・ルイス・ドス・サントス・ピント（ポルトガル語: José Luis dos Santos Pinto、1992年3月14日 - ）は、ブラジルのサッカー選手。ポジションはMF。

## クラブ歴
ECジュベントゥージの下部組織出身で2009年6月3日にパラナ・クルーベ戦でエジマールに代わって出場しカンピオナート・ブラジレイロ・セリエBデビュー。しかしその2週間後のCAブラガンチーノ戦では初退場となった。8月5日に初得点。
2010年2月10日にカンピオナート・ブラジレイロ・セリエAのサントスFCにレンタル移籍。背番号は8番。4月8日にカンピオナート・パウリスタで移籍後初出場。8月18日にデポルティーボ・マルドナドに移籍するが、サントスに2011年12月までの契約で再びレンタル移籍となった。しかし2010年12月30日にECバイーアに1年間のレンタル移籍が発表された。その数日後にサントスとの契約は相互の合意の下解消された。しかし、カンピオナート・ブラジレイロ・セリエAでは彼が契約解消を申し出た11月までに1試合の出場に止まった。
2012年と2013年はアトレチコ・パラナエンセでレンタル移籍生活を送り、2014年にアトレチコ・パラナエンセに完全移籍で加入。しかし完全移籍で加入後は、アソシアソン・シャペコエンセ・ジ・フチボウやアトレチコ・ゴイアニエンセ、CDナシオナル、セアラーSCとレンタル移籍を繰り返した。
2017年1月1日にパラナ・クルーベに移籍した。